# Robert Hill
Robert Stephen Hill (ur. 6 listopada 1953 na Filipinach) – amerykański klawesynista i specjalista w zakresie historycznej praktyki wykonawczej. Od 1990 roku jest profesorem Hochschule für Musik we Fryburgu Bryzgowijskim. 
Studiował grę na klawesynie u Gustava Leonhardta w amsterdamskim konserwatorium (dyplom w 1974). Doktoryzował się na Harvardzie w 1987 r. W 2010 r. przewodniczył jury Międzynarodowego Konkursu Bachowskiego w Lipsku.
Jego brat Keith jest budowniczym instrumentów.

## Nagrania
- Naxos
- Hänssler Classic
- MDG (Musikproduktion Dabringhaus und Grimm)
- cpo
- DG-Archiv
- Olympia
- Ars Musici
- Music&Arts